# Gran Premio motociclistico d'Italia 2007
Il Gran Premio motociclistico d'Italia 2007 corso il 3 giugno, è stato il sesto Gran Premio della stagione 2007 e ha visto vincere: la Yamaha di Valentino Rossi nella classe MotoGP, Álvaro Bautista nella classe 250 e Héctor Faubel nella classe 125.

## MotoGP

### Qualifiche
| Pos | Pilota                     | Tempo    |
| --- | -------------------------- | -------- |
| 1.  | Casey Stoner (Ducati)      | 2:00.359 |
| 2.  | Chris Vermeulen (Suzuki)   | 2:01.381 |
| 3.  | Valentino Rossi (Yamaha)   | 2:01.695 |
| 4.  | Olivier Jacque (Kawasaki)  | 2:01.709 |
| 5.  | Loris Capirossi (Ducati)   | 2:01.797 |
| 6.  | Marco Melandri (Honda)     | 2:02.001 |
| 7.  | Randy de Puniet (Kawasaki) | 2:02.443 |
| 8.  | Daniel Pedrosa (Honda)     | 2:02.776 |
| 9.  | John Hopkins (Suzuki)      | 2:02.932 |
| 10. | Alex Barros (Ducati)       | 2:03.025 |
| 11. | Alex Hofmann (Ducati)      | 2:03.920 |
| 12. | Shin'ya Nakano (Honda)     | 2:04.175 |
| 13. | Nicky Hayden (Honda)       | 2:04.303 |
| 14. | Carlos Checa (Honda)       | 2:04.971 |
| 15. | Toni Elías (Honda)         | 2:05.592 |
| 16. | Colin Edwards (Yamaha)     | 2:06.254 |
| 17. | Sylvain Guintoli (Yamaha)  | 2:06.426 |
| 18. | Kenny Roberts Jr (KR212V)  | 2:06.660 |
| 19. | Kurtis Roberts (KR212V)    | 2:07.571 |
| 20. | Makoto Tamada (Yamaha)     | 2:09.080 |

### Gara

#### Arrivati al traguardo
| Pos | Nº | Pilota           | Squadra              | Motocicletta | Giri | Tempo     | Griglia | Punti |
| --- | -- | ---------------- | -------------------- | ------------ | ---- | --------- | ------- | ----- |
| 1   | 46 | Valentino Rossi  | Fiat Yamaha          | Yamaha       | 23   | 42:42.385 | 3       | 25    |
| 2   | 26 | Daniel Pedrosa   | Repsol Honda         | Honda        | 23   | +3.074    | 8       | 20    |
| 3   | 4  | Alex Barros      | Pramac d'Antin       | Ducati       | 23   | +5.956    | 10      | 16    |
| 4   | 27 | Casey Stoner     | Ducati Marlboro      | Ducati       | 23   | +6.012    | 1       | 13    |
| 5   | 21 | John Hopkins     | Rizla Suzuki         | Suzuki       | 23   | +13.244   | 9       | 11    |
| 6   | 24 | Toni Elías       | Honda Gresini        | Honda        | 23   | +19.255   | 15      | 10    |
| 7   | 65 | Loris Capirossi  | Ducati Marlboro      | Ducati       | 23   | +19.646   | 5       | 9     |
| 8   | 71 | Chris Vermeulen  | Rizla Suzuki         | Suzuki       | 23   | +22.810   | 2       | 8     |
| 9   | 33 | Marco Melandri   | Honda Gresini        | Honda        | 23   | +22.837   | 6       | 7     |
| 10  | 1  | Nicky Hayden     | Repsol Honda         | Honda        | 23   | +24.413   | 13      | 6     |
| 11  | 66 | Alex Hofmann     | Pramac d'Antin       | Ducati       | 23   | +24.781   | 11      | 5     |
| 12  | 5  | Colin Edwards    | Fiat Yamaha          | Yamaha       | 23   | +28.001   | 16      | 4     |
| 13  | 56 | Shin'ya Nakano   | Konica Minolta Honda | Honda        | 23   | +36.733   | 12      | 3     |
| 14  | 50 | Sylvain Guintoli | Dunlop Yamaha Tech 3 | Yamaha       | 23   | +45.098   | 17      | 2     |
| 15  | 6  | Makoto Tamada    | Dunlop Yamaha Tech 3 | Yamaha       | 23   | +45.145   | 20      | 1     |
| 16  | 19 | Olivier Jacque   | Kawasaki Racing      | Kawasaki     | 23   | +45.217   | 4       |       |
| 17  | 10 | Kenny Roberts Jr | Team Roberts         | KR212V       | 23   | +1:27.222 | 18      |       |

#### Ritirati
| Nº | Pilota          | Squadra         | Motocicletta | Giri | Griglia |
| -- | --------------- | --------------- | ------------ | ---- | ------- |
| 7  | Carlos Checa    | Honda LCR       | Honda        | 9    | 14      |
| 80 | Kurtis Roberts  | Team Roberts    | KR212V       | 3    | 19      |
| 14 | Randy de Puniet | Kawasaki Racing | Kawasaki     | 1    | 7       |

### Classifiche

#### Classifica Piloti
| Pos | Pilota           | Punti |
| --- | ---------------- | ----- |
| 1.  | Casey Stoner     | 115   |
| 2.  | Valentino Rossi  | 106   |
| 3.  | Daniel Pedrosa   | 82    |
| 4.  | Marco Melandri   | 68    |
| 5.  | Chris Vermeulen  | 61    |
| 6.  | John Hopkins     | 57    |
| 7.  | Loris Capirossi  | 47    |
| 8.  | Toni Elías       | 45    |
| 9.  | Alex Barros      | 43    |
| 10. | Colin Edwards    | 39    |
| 11. | Nicky Hayden     | 36    |
| 12. | Alex Hofmann     | 35    |
| 13. | Randy de Puniet  | 21    |
| 14. | Carlos Checa     | 20    |
| 15. | Shin'ya Nakano   | 18    |
| 16. | Sylvain Guintoli | 14    |
| 17. | Makoto Tamada    | 12    |
| 18. | Fonsi Nieto      | 5     |
| 19. | Olivier Jacque   | 4     |
| 20. | Kenny Roberts Jr | 4     |

#### Classifica Costruttori
| Pos. | Costruttore | Punti |
| ---- | ----------- | ----- |
| 1.   | Ducati      | 118   |
| 2.   | Honda       | 109   |
| 3.   | Yamaha      | 106   |
| 4.   | Suzuki      | 82    |
| 5.   | Kawasaki    | 28    |
| 6.   | KR212V      | 4     |

#### Classifica Squadre
| Pos. | Squadre              | Punti |
| ---- | -------------------- | ----- |
| 1.   | Ducati Marlboro      | 162   |
| 2.   | Fiat Yamaha          | 145   |
| 3.   | Rizla Suzuki         | 122   |
| 4.   | Repsol Honda         | 118   |
| 5.   | Honda Gresini        | 113   |
| 6.   | Pramac d'Antin       | 78    |
| 7.   | Kawasaki Racing      | 28    |
| 8.   | Dunlop Yamaha Tech 3 | 26    |
| 9.   | Honda LCR            | 20    |
| 10.  | Konica Minolta Honda | 18    |
| 11.  | Team Roberts         | 4     |

## Classe 250
Jorge Lorenzo, Aleix Espargaró, Thomas Tallevi, Arturo Tizón, Tarō Sekiguchi, Eugene Laverty, Fabrizio Lai e Yūki Takahashi, pur non avendo ottenuto la qualificazione a causa delle avverse condizioni atmosferiche, sono stati ammessi alla partenza della gara.

### Arrivati al traguardo
| Pos | Nº | Pilota            | Squadra                         | Motocicletta | Giri | Tempo     | Griglia | Punti |
| --- | -- | ----------------- | ------------------------------- | ------------ | ---- | --------- | ------- | ----- |
| 1   | 19 | Álvaro Bautista   | Master - Mapfre Aspar           | Aprilia      | 21   | 40:18.605 | 1       | 25    |
| 2   | 3  | Alex De Angelis   | Master - Mapfre Aspar           | Aprilia      | 21   | +0.087    | 5       | 20    |
| 3   | 80 | Héctor Barberá    | Toth Aprilia                    | Aprilia      | 21   | +7.665    | 6       | 16    |
| 4   | 34 | Andrea Dovizioso  | Kopron Team Scot                | Honda        | 21   | +7.751    | 2       | 13    |
| 5   | 12 | Thomas Lüthi      | Emmi - Caffe Latte Aprilia      | Aprilia      | 21   | +27.267   | 4       | 11    |
| 6   | 73 | Shūhei Aoyama     | Repsol Honda                    | Honda        | 21   | +27.522   | 3       | 10    |
| 7   | 60 | Julián Simón      | Repsol Honda                    | Honda        | 21   | +27.774   | 10      | 9     |
| 8   | 1  | Jorge Lorenzo     | Fortuna Aprilia                 | Aprilia      | 21   | +32.238   | 20      | 8     |
| 9   | 58 | Marco Simoncelli  | Metis Gilera                    | Gilera       | 21   | +51.455   | 13      | 7     |
| 10  | 14 | Anthony West      | Team Sicilia                    | Aprilia      | 21   | +1:04.308 | 9       | 6     |
| 11  | 55 | Yūki Takahashi    | Kopron Team Scot                | Honda        | 21   | +1:04.318 | 27      | 5     |
| 12  | 41 | Aleix Espargaró   | Blusens Aprilia                 | Aprilia      | 21   | +1:04.462 | 22      | 4     |
| 13  | 32 | Fabrizio Lai      | Campetella Racing               | Aprilia      | 21   | +1:04.556 | 24      | 3     |
| 14  | 25 | Alex Baldolini    | Kiefer - Bos - Sotin Racing     | Aprilia      | 21   | +1:04.570 | 12      | 2     |
| 15  | 44 | Tarō Sekiguchi    | Campetella Racing               | Aprilia      | 21   | +1:05.162 | 26      | 1     |
| 16  | 17 | Karel Abraham     | Cardion AB Motoracing           | Aprilia      | 21   | +1:10.583 | 14      |       |
| 17  | 28 | Dirk Heidolf      | Kiefer - Bos - Sotin Racing     | Aprilia      | 21   | +1:10.587 | 16      |       |
| 18  | 15 | Roberto Locatelli | Metis Gilera                    | Gilera       | 21   | +1:20.650 | 15      |       |
| 19  | 16 | Jules Cluzel      | Angaia Racing                   | Aprilia      | 21   | +1:20.921 | 18      |       |
| 20  | 50 | Eugene Laverty    | Honda LCR                       | Honda        | 21   | +1:21.282 | 21      |       |
| 21  | 4  | Hiroshi Aoyama    | Red Bull KTM                    | KTM          | 21   | +1:46.776 | 7       |       |
| 22  | 10 | Imre Tóth         | Toth Aprilia                    | Aprilia      | 21   | +1:54.965 | 11      |       |
| 23  | 9  | Arturo Tizón      | Blusens Aprilia Germany         | Aprilia      | 20   | +1 giro   | 23      |       |
| 24  | 65 | Thomas Tallevi    | History Racing - TZ Club Italia | Yamaha       | 20   | +1 giro   | 25      |       |

### Ritirati
| Nº | Pilota              | Squadra            | Motocicletta | Giri | Griglia |
| -- | ------------------- | ------------------ | ------------ | ---- | ------- |
| 64 | Omar Menghi         | VET Racing         | Aprilia      | 19   | 17      |
| 36 | Mika Kallio         | Red Bull KTM       | KTM          | 2    | 8       |
| 8  | Ratthapark Wilairot | Thai Honda PTT-SAG | Honda        | 0    | 19      |

## Classe 125
Anche in questa classe, come nelle altre categorie, Pol Espargaró, Steve Bonsey, Tobias Siegert e Hugo van den Berg, pur non avendo ottenuto la qualificazione a causa delle avverse condizioni atmosferiche, sono stati ammessi alla partenza della gara.

### Arrivati al traguardo
| Pos | Nº | Pilota             | Squadra                    | Motocicletta | Giri | Tempo     | Griglia | Punti |
| --- | -- | ------------------ | -------------------------- | ------------ | ---- | --------- | ------- | ----- |
| 1   | 55 | Héctor Faubel      | Bancaja Aspar              | Aprilia      | 20   | 40:14.164 | 1       | 25    |
| 2   | 33 | Sergio Gadea       | Bancaja Aspar              | Aprilia      | 20   | +0.020    | 20      | 20    |
| 3   | 24 | Simone Corsi       | Skilled Racing             | Aprilia      | 20   | +0.066    | 14      | 16    |
| 4   | 14 | Gábor Talmácsi     | Bancaja Aspar              | Aprilia      | 20   | +0.134    | 30      | 13    |
| 5   | 71 | Tomoyoshi Koyama   | Red Bull KTM               | KTM          | 20   | +1.662    | 5       | 11    |
| 6   | 75 | Mattia Pasini      | Polaris World              | Aprilia      | 20   | +1.691    | 9       | 10    |
| 7   | 11 | Sandro Cortese     | Emmi - Caffe Latte Aprilia | Aprilia      | 20   | +1.813    | 15      | 9     |
| 8   | 38 | Bradley Smith      | Repsol Honda               | Honda        | 20   | +2.959    | 11      | 8     |
| 9   | 44 | Pol Espargaró      | Belson Campetella Aprilia  | Aprilia      | 20   | +17.495   | 22      | 7     |
| 10  | 8  | Lorenzo Zanetti    | Team Sicilia               | Aprilia      | 20   | +18.277   | 17      | 6     |
| 11  | 60 | Michael Ranseder   | Ajo Motorsport             | Derbi        | 20   | +23.855   | 16      | 5     |
| 12  | 18 | Nicolás Terol      | Valsir Seedorf Derbi       | Derbi        | 20   | +32.919   | 21      | 4     |
| 13  | 34 | Randy Krummenacher | Red Bull KTM               | KTM          | 20   | +36.260   | 19      | 3     |
| 14  | 35 | Raffaele De Rosa   | Multimedia Racing          | Aprilia      | 20   | +38.199   | 6       | 2     |
| 15  | 77 | Dominique Aegerter | Multimedia Racing          | Aprilia      | 20   | +1:05.054 | 24      | 1     |
| 16  | 37 | Joey Litjens       | De Graaf Grand Prix        | Honda        | 20   | +1:05.106 | 18      |       |
| 17  | 42 | Simone Sancioni    | RCGM Team                  | Aprilia      | 20   | +1:05.395 | 26      |       |
| 18  | 15 | Federico Sandi     | Skilled Racing             | Aprilia      | 20   | +1:05.648 | 27      |       |
| 19  | 95 | Robert Mureșan     | Ajo Motorsport             | Derbi        | 20   | +1:05.700 | 13      |       |
| 20  | 51 | Stevie Bonsey      | Red Bull KTM               | KTM          | 20   | +1:25.417 | 32      |       |
| 21  | 99 | Daniel Webb        | De Graaf Grand Prix        | Honda        | 20   | +1:25.595 | 29      |       |
| 22  | 53 | Simone Grotzkyj    | Multimedia Racing          | Aprilia      | 20   | +1:45.299 | 28      |       |
| 23  | 56 | Hugo van den Berg  | Blusens Aprilia            | Aprilia      | 20   | +1:46.907 | 34      |       |
| 24  | 20 | Roberto Tamburini  | Team Sicilia               | Aprilia      | 19   | +1 giro   | 31      |       |

### Ritirati
| Nº | Pilota              | Squadra              | Motocicletta | Giri | Griglia |
| -- | ------------------- | -------------------- | ------------ | ---- | ------- |
| 52 | Lukáš Pešek         | Valsir Seedorf Derbi | Derbi        | 19   | 8       |
| 27 | Stefano Bianco      | WTR No Alcol         | Aprilia      | 17   | 30      |
| 29 | Andrea Iannone      | WTR No Alcol         | Aprilia      | 16   | 7       |
| 22 | Pablo Nieto         | Blusens Aprilia      | Aprilia      | 10   | 25      |
| 7  | Alexis Masbou       | FFM Honda GP 125     | Honda        | 7    | 12      |
| 87 | Roberto Lacalendola | M.C. Terzo Bandini   | Aprilia      | 7    | 23      |
| 63 | Mike Di Meglio      | Kopron Team Scot     | Honda        | 3    | 2       |
| 6  | Joan Olivé          | Polaris World        | Aprilia      | 3    | 10      |
| 13 | Dino Lombardi       | Kopron Team Scot     | Honda        | 0    | 4       |

### Non partito
| Nº | Pilota         | Squadra              | Motocicletta | Griglia |
| -- | -------------- | -------------------- | ------------ | ------- |
| 41 | Tobias Siegert | Adac Nordbayern E.V. | Aprilia      | 13      |